# 50 (szám)
Az 50 (ötven) a 49 és 51 között található természetes szám.

## A matematikában
A tízes számrendszerbeli 50-es a kettes számrendszerben 110010, a nyolcas számrendszerben 62, a tizenhatos számrendszerben 32 alakban írható fel.
Az 50 páros szám, összetett szám. Kanonikus alakja 2 · 52, normálalakban az 5 · 101 szorzattal írható fel. Hat osztója van a természetes számok halmazán, ezek növekvő sorrendben: 1, 2, 5, 10, 25 és 50.
Hatszögalapú piramisszám.
Az 50 a legkisebb szám, ami kétféleképpen is felírható két pozitív négyzetszám összegeként: 50 = 12 + 72 = 52 + 52. Három négyzetszám összege: 50 = 32 + 42 + 52. Harshad-szám. Nontóciens szám. Nonkotóciens szám. A 49-cel Ruth–Aaron-párt alkot.
Két szám valódiosztó-összegeként áll elő, ezek a 40 és 94.

## A tudományban
- A periódusos rendszer 50. eleme az ón.

## A zenében
- 50 Cent – amerikai rapper.

## A földrajzban
- Az Amerikai Egyesült Államok 50 tagállama

## A mitológiában
A danaidák, Danaosz király lányai éppen ötvenen voltak.
Néreusznak és Dórisznak 50 lánya volt, ők a néreiszek.

## 50-es számjelek

50-es rovásjel
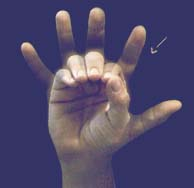
Az ötvenes szám a Kanadában használatos QSL (ISO 639) jelnyelven.